# Muddy Brook
Muddy Brook is een plaats in de Canadese provincie Newfoundland en Labrador. Ze ligt in het oosten van het eiland Newfoundland en maakt deel uit van de gemeente Port Blandford.

## Geschiedenis
In 1989 kregen de inwoners van Muddy Brook voor het eerst een beperkte vorm van lokaal bestuur doordat de plaats erkend werd als een local service district (LSD). Zeven jaar later hield dit LSD reeds op met bestaan doordat de plaats geannexeerd werd door de gemeente Port Blandford.

## Geografie
Muddy Brook bevindt zich aan het uiteinde van de Clode Sound, een 40 km lange zeearm aan de oostkust van Newfoundland. De plaats ligt pal naast het grote Terra Nova Golf Resort dat deel uitmaakt van het Nationaal Park Terra Nova.
Het gehucht ligt slechts een honderdtal meter van de Trans-Canada Highway verwijderd en heeft ook een toegangsweg via die baan. Muddy Brook wordt daarnaast ook doorkruist door de Newfoundland T'Railway.
De plaats ligt in het noorden van de gemeente Port Blandford en ligt zo'n 2 km ten noordwesten van dat gelijknamige dorp. In de andere rijrichting is de meest nabijgelegen plaats Charlottetown, op een rijafstand van ruim 20 km.